# Meteorit Bendegó
El meteorit Bendegó (sovint també conegut com a roca de Bendegó, pedra de Bendegó o simplement Bendegó) és un holosiderit que fou trobat l'any 1784 a l'estat de Bahia, al Brasil. És el meteorit més gran trobat mai en aquest país i, en el moment del seu descobriment, fou el segon meteorit més gran conegut.

## Característiques

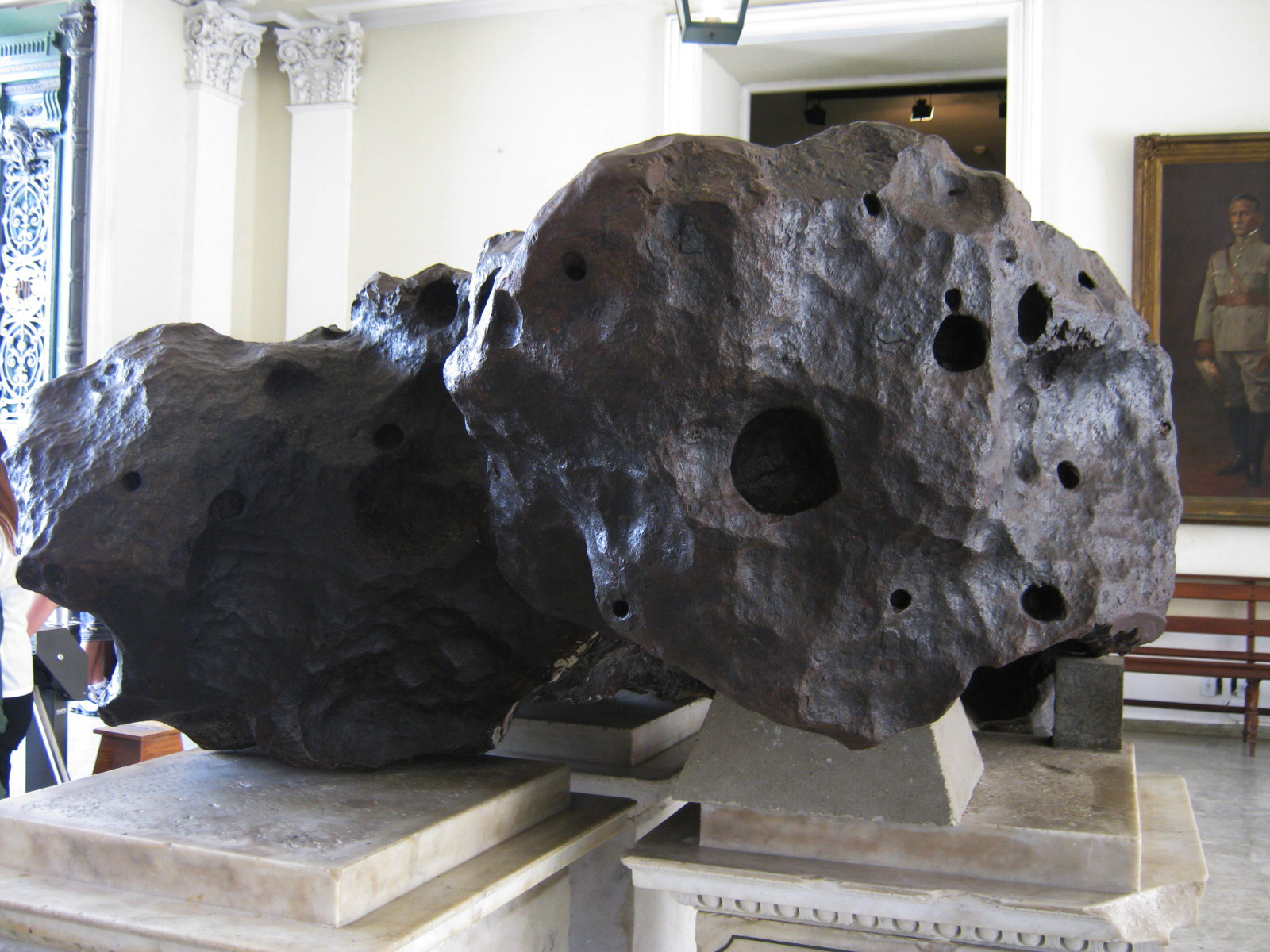
El meteorit tal com s'exposava al Museu Nacional de Rio de Janeiro en 2012.

El meteorit, compost principalment per ferro, té una mida de 2,20 × 1,45 × 0,58 metres i forma irregular, amb diverses cavitats a la superfície i forats cilíndrics orientats en paral·lel a la longitud màxima formats per la incineració de la troilita (que té un punt de fusió més baix que el ferro) quan el meteorit creuà a l'atmosfera terrestre. A part de ferro, el meteorit conté níquel (6,6%), cobalt (0,47%), fòsfor (0,22%) i traces de sofre i carboni en quantitats inferiors al 0,01%.
Pel que fa a l'antiguitat, la capa de 435 cm d'oxidació sobre la qual reposava i el desgast de la seva part inferior fan pensar que va impactar contra la terra fa milers d'anys.

## Descobriment i trasllat

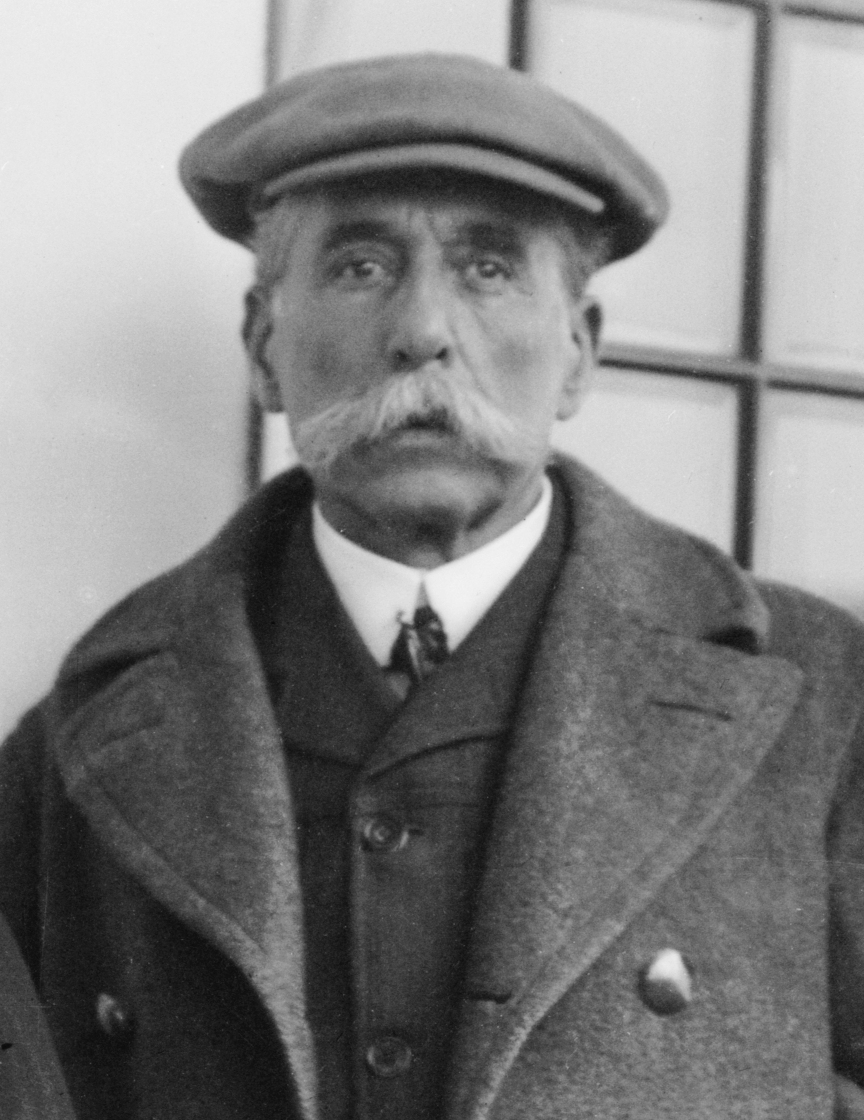
El tinent coronel José Carlos de Carvalho a la dècada de 1910.

El meteorit fou trobat per un nen anomenat Domingos da Motta Botelho l'any 1784 (tot i que algunes fonts parlen del 1774), mentre pasturava bestiar vora l'actual ciutat de Monte Santo a Bahia. La notícia del descobriment va tenir abast mundial i en 1785 el governador D. Rodrigues Menezes va ordenar el seu transport a Salvador pel capità principal del poble d'Itapicuru, Bernardo Carvalho da Cunha. A causa del pes de més de cinc tones, no es va poder transportar ni amb 24 bous i la pedra va acabar caient al llit sec de la riera de Bendegó, a 180 metres del lloc original. Va romandre allà durant més de 100 anys, fins que l'any 1886 Pere II s'assabentà de la seva existència després de visitar l'Acadèmia Francesa de les Ciències i decidí traslladar-lo. Per fer-ho va crear una comissió d'enginyers liderada pel tinent coronel José Carlos de Carvalho. En 1888 aquesta comissió inicià un intent amb motiu de l'ampliació del ferrocarril de Bahia a São Francisco, que passava a 108 quilòmetres de la localització del meteorit. El transport de la pedra es va convertir finalment en un dels contractes més complexos de la història del transport al Brasil. A iniciativa del Vescomte de Paranaguá, es va planificar el transport en un carro lliscant sobre rails tirat per unions de bous. Va passar per Gameleira i Cansanção, arribant a l'estació de ferrocarril de Jacurici, municipi d'Itiúba, després d'una marxa de 126 dies a través de la caatinga. Allà va ser enviat a Salvador, on arribà el 22 de maig de 1888 i hi va estar exposat durant cinc dies. 

## Conservació
Fou exposat al Museu Nacional del Brasil entre l'any 1888 i l'incendi del museu l'any 2018. Malgrat l'incendi, en estar compost principalment de ferro no en resultà significativament danyat.